# Rejectaria lyse
Rejectaria lyse là một loài bướm đêm trong họ Noctuidae.